# Pelamis platura
Pelamis platura és una espècie de serp de la família dels elàpids d'hàbits aquàtics que habita en l'oceà Pacífic. Mesura al voltant de 90 a 100 cm de longitud. Presenta una coloració grisa, amb línies grogues laterals. Com tota serp marina, la seva cua està aplanada lateralment. Habita en el litoral de l'oceà Pacífic, dins dels límits tropicals i subtropicals. Requereix aigües no més fredes de 16 °C per sobreviure.